# Pernaja
Pernaja este o fostă comună din Finlanda.